# Джеймі Мозес
Джеймі Мозес (англ. Jamie Moses, нар. 30 серпня 1955) — англійський рок- і поп-співак та гітарист. Раніше він був учасником The Brian May Band, Queen, Mike + The Mechanics та Broken English.

## Біографія
Народився у місті Іпсвіч, графство Саффолк, Англія, у сім'ї американця (військовослужбовця ВПС США) та англійки, але виріс у різних частинах США та Японії, відповідно до зміни місця проживання у дописах про місце служби свого батька. Самостійно навчився грати на гітарі, грає з десяти років і розпочав свою професійну роботу з виконання матеріалів таких виконавців, як Джимі Гендрікс, Джеймс Браун, The Beatles і Sly & the Family Stone. До 13 років він грав на базах ВПС, на радіо та телебаченні. Коли його батько пішов у відставку з ВПС США, сім'я повернулася до Англії, де він з тих пір працює музикантом-фрілансером.
У 1993 році він став співзасновником мексиканського техано гурту «Los Pacaminos», очолюваного Полом Янгом, а з 1992 року був другим гітаристом гурту Браяна Мея та «Queen».
З 2005 по 2008 рік він був другим гітаристом і бек-вокалістом групи «Queen + Пол Роджерс». Він є учасником гурту «SAS Band» зі Спайком Едні, «Hiding in Public» і «Jamie & the Falcons». Також багато років гастролював з Томом Джонсом.

### Сім'я
Одружений з Сарою Луїзою Мозес. Має доньку (Кейті Енн, нар. 1981 року) та двох синів (Бенджамін Джеймс, нар. 1989 року та Чарльз Джексон Джеймс, нар. 2010 року).

## Вибрана дискографія
- Merlin — Merlin (1974);
- Ерік Бердон — I Used to Be an Animal (1988);
- Judy Cheeks — No Outsiders (1988);
- Боб Гелдоф — The Happy Club (1993);
- SAS Band — SAS Band (1994);
- Пол Янг — Acoustic Paul Young (1994);
- The Brian May Band[en] — Live at the Brixton Academy (1994);
- Пол Янг — Paul Young (1997);
- Тоні Хедлі[en] — Tony Hadley (1997);
- Роджер Чепмен[en] — A Turn Unstoned? (1998);
- Браян Мей — Another World[en] (1998);
- Mike + The Mechanics[en] — Mike & the Mechanics Live (1999);
- Роббі Макінтош[en] — Wide Screen (2001);
- Los Pacaminos — Los Pacaminos (2002);
- Nelson Mandela 46664 Concert, Amandla (2002);
- Rock Kids — Kids Will Rock You (2003);
- Drew Barfield — Deep Water Terminal (2004);
- Hiding in Public — Silent Exchange (2005);
- Queen + Пол Роджерс — Return of the Champions (2005);
- Queen + Пол Роджерс — Super Live in Japan (2006);
- Los Pacaminos — Los Pacaminos Live (2006);
- Hiding in Public — What Lies Ahead (2007);
- Broken English[en] — The Rough With the Smooth (2007);
- Samantha Horwill — Figure of 3 (2007);
- Queen + Пол Роджерс — Live in Ukraine (2009);
- Hiding in Public — Worlds Away, Yards Apart (2009);
- Melissa Israel — Ghost of a Girl (2009);
- Charlotte Gordon Cumming[en] — The Brave Songs (2010);
- Mike & the Mechanics — The Road (2011);
- Hiding in Public — Inner Anarchist (2012);
- Band of Sisters — Issues (2013);
- Zididada — Fix Your Heart (2013);
- Los Pacaminos — A Fistful of Statins (2014);
- Right Said Fred[en] — Exactly (2017);
- Los Pacaminos — Viva! (2018).